# Blended Finance
Blended Finance (deutsch Mischfinanzierung) meint den strategischen Einsatz von öffentlicher Entwicklungsfinanzierung zur Aktivierung privater Kapitalflüsse in Schwellen- und Entwicklungsländer, um sowohl positive Effekte auf Kapitalanleger als auch für die geförderten Projekte zu erzielen. Durch die öffentliche Beteiligung erfolgt eine de facto Subventionierung, wodurch die Anlage auch für kommerziell ausgerichtete Anleger attraktiv werden kann. Andernfalls erzielen Kapitalanlagen in Entwicklungsprojekte oftmals keine ausreichend risikoadjustierte Rendite, was Anleger entweder aus regulatorischen oder kapitalistischen Gründen davon abhält. Die Subventionierung erfolgt dabei, indem sich die öffentliche Hand an strukturierten Investmentfonds mit unterschiedlichen Risiko-Rendite-Profilen (Anteilsklassen) beteiligt, und die Erstverlust-Tranchen (Senior) übernimmt. Im Fall einer Insolvenz der geförderten Entwicklungsprojekte, werden private Anleger bis zu einem gewissen Grad vor Kapitalverlusten geschützt. Während diese Senior Tranche, für das höhere übernommene Risiko, regulär durch eine höhere Rendite entlohnt werden, verzichtet die öffentliche Hand im Fall von Blended Finance darauf. Private Anleger sollen damit eine annähernd marktübliche Rendite mit deutlich verringerter Risikoexposition erhalten können.
Blended Finance ist so konzipiert, dass es die Fortschritte bei der Verwirklichung der von den Vereinten Nationen festgelegten Ziele für nachhaltige Entwicklung (SDGs) unterstützt. Um dies zu erreichen, werden nach Schätzungen von 2017 zusätzlich 2,5 Billionen USD privates und öffentliches Kapital pro Jahr benötigt und weitere 13,5 Billionen USD, um das Pariser Klimaabkommen COP21 umzusetzen. Das Konzept der Mischfinanzierung soll dazu beitragen, das dafür benötigte private Kapital aufzubringen. Es wurde erstmals im Ergebnisdokument der Dritten Internationalen Konferenz über Entwicklungsfinanzierung im Juli 2015 als Lösung für die Finanzierungslücke anerkannt. Aufbauend auf den Erkenntnissen einer früheren Studie im Auftrag des Weltwirtschaftsforums veröffentlichte die OECD jüngst Ergebnisse, die 180 Blended-Finance-Fonds und -Fazilitäten mit einem Vermögen von 60,2 Mrd. USD in 111 Entwicklungsländern und Auswirkungen auf mehr als 177 Millionen Menschen aufzeigen und damit das Potenzial von Blended Finance zur Schließung der Finanzierungslücke verdeutlichen.
Der Ausschuss für Entwicklungshilfe (DAC) hat Grundsätze für die Gestaltung und Umsetzung der Mischfinanzierung herausgegeben, die darauf abzielen, die Entwicklungsfinanzierung, einschließlich Kapital aus philanthropischen Mitteln, zu nutzen, um zusätzliche Finanzmittel für die Verwirklichung der SDGs bereitzustellen.

## Terminologie
Der Begriff „Blended Finance“ oder „Mischfinanzierung“ bedeutet, dass öffentliches und privates Kapital im Rahmen eines gemeinsamen Investitionsplans oder -geschäfts verbunden werden, wobei jede Partei ihr Fachwissen in ergänzender Weise einbringt. Das Konzept und Modell wurde im Rahmen der Initiative „Redesigning Development Finance“ des Weltwirtschaftsforums entwickelt.

## Hintergrund
Die Finanzierungslücke zur Umsetzung der SDG-Ziele kann nicht allein durch öffentliche Entwicklungshilfe (etwa durch die Official Development Assistance) geschlossen werden. Nur unter Beteiligung von privaten Investitionen kann ein nachhaltiger Beitrag zur Entwicklungsfinanzierung erfolgen. Bislang fließt indes nur ein kleiner Prozentsatz des weltweit investierten Vermögens von Banken, Pensionsfonds, Versicherungen, Stiftungen und multinationalen Unternehmen in Sektoren und Regionen, die nachhaltige Entwicklungen fördern. Die aktuelle Herausforderung besteht somit darin, entsprechende Marktanreize zu schaffen, um mehr privates Kapital für die Entwicklungsfinanzierung zu gewinnen. Blended Finance zielt deshalb darauf ab, dass durch die Übernahme der idiosynkratischen Risiken und dem Verzicht auf eine risikoadjustierte Rendite durch staatliche Einrichtungen, kommerziell ausgerichtete Anleger für die Zwecke der Entwicklungsfinanzierung gewonnen werden können. Im Zusammenhang mit der ESG-Thematik (Environmental, Social and Governance) wächst auf Seiten der Vermögensverwalter wegen der steigenden Nachfrage ihrer Anleger auch das Interesse an ethischen und nachhaltigen Investments. Dies könnte mittelfristig zu einer Abkehr von der rein kapitalistisch betrachteten Rendite zugunsten eine Sozialrendite kommen, was positive Auswirkungen auf SDG-Ziele hätte.
Blended Finance fördert die Erreichung der Entwicklungszielen durch:
1. die Erhöhung der Kapitalhebelwirkung: die Reichweite der stark begrenzten Entwicklungsfinanzierung und philanthropischer Mittel wird erheblich vergrößert.
2. die Verstärkung der Wirkung: Fähigkeiten, Wissen und Ressourcen öffentlicher und privater Investoren erhöhen Umfang, Reichweite und Wirkung der Entwicklungsfinanzierung.
3. die Erzielung risikoadjustierte Renditen: die Risiken werden so gesteuert werden, dass Renditen erzielt werden, die den Markterwartungen entsprechen.

## Unterstützende Maßnahmen
Unterstützende Maßnahmen werden von Entwicklungsbanken im Rahmen ihrer Blended-Finance-Strategien eingesetzt, um die Attraktivität von Entwicklungsfinanzierung für private Investoren weiter zu steigern. Dies etwa durch die Steuerung von Risiken oder aber die Übernahme von Transaktionskosten. Diese Maßnahmen können dabei wie folgt klassifiziert werden:
- Technische Unterstützung (Technical Assistance) der Investitionsempfänger bzw. durch Senkung der Transaktionskosten.
- Risikoübernahme (Risk Undertaking), um Anleger durch eine angemessene Risikominderung ganz oder teilweise vor Risiken zu schützen.
- Marktanreize (Market Incentives), durch garantierte Rückzahlungen als Gegenleistung für Investitionen in strukturschwache Märkte.

## Blended-Finance-Plattformen
Die Sustainable Development Investment Partnership und das Unternehmen Convergence bieten Plattformen, um Blended Finance in die Praxis umzusetzen. Ihr Ziel ist es, relevante Einrichtungen aus dem öffentlichen und privaten Sektor zusammenzubringen und Interessen und Ressourcen mit konkreten Initiativen zu verbinden. Beide Plattformen bieten Kapitalgebern Zugang zu verschiedenen Blended-Finance-Projekten. Obwohl versucht wird, Blended Finance durch entsprechende Marktanreizen zu propagieren, wird derzeit erst durch solche Plattformen anfängliches Interesse privater Investoren effizient zu einer tatsächlichen Investition gebracht.
In der Praxis ist Blended Finance insbesondere in den Bereichen der Mikrofinanzinvestitionen und des Impact Investings von besonderer Relevanz. Die KfW übernimmt weltweit die meisten Erstverlusttranchen im Bereich des Blended Finance.